# 御荘インターチェンジ
御荘インターチェンジ（みしょうインターチェンジ）は、愛媛県南宇和郡愛南町御荘平城に建設が予定されている宿毛内海道路のインターチェンジである。
ここから一本松ICまでの間は四国横断自動車道で最後まで事業化されていなかったが、2024年に事業化された。

## 接続する道路
- 国道56号
- 御荘インター連絡線[1]

## 隣
E56 宿毛内海道路（事業中）
城辺IC - 御荘IC - 内海IC